# Al XIII-lea amendament la Constituția Statelor Unite ale Americii
Al XIII-lea amendament la Constituția Statelor Unite a abolit sclavia și servitutea involuntară⁠(d), exceptând cazul în care aceasta reprezintă o pedeapsă pentru un delict. Amendamentul a fost adoptat de Senatul Statelor Unite la 8 aprilie 1864, de Camera Reprezentanților la 31 ianuarie 1865 și ratificat de către cele 27 dintre cele 36 de state necesare la 6 decembrie 1865 și proclamat la 18 decembrie. A fost primul dintre cele trei amendamente ale Reconstrucției adoptate după încheierea Războiului Civil American.
Proclamația de emancipare a președintelui Abraham Lincoln, intrată în vigoare la 1 ianuarie 1863, a declarat că sclavii din zonele controlate de Confederații sunt liberi. Odată eliberați de trupele Uniunii, emanciparea a avut loc fără nicio compensație pentru foștii proprietari. Statul Texas a fost ultimul teritoriu confederat ocupat de trupele nordice. La 19 iunie 1865 — Juneteenth⁠(d) — armata americană aflată sub comanda generalului Gordon Granger sosește în Galveston, Texas, pentru a proclama încheierea războiului și abolirea sclaviei (în statele Confederației). În zonele deținute de sclavi și controlate de forțele Uniunii, sclavia a fost abolită prin intermediul guvernelor statale. Excepțiile au fost Kentucky și Delaware, unde sclavia a fost în cele din urmă scoasă în afara legii prin al treisprezecelea amendament în decembrie 1865.
Spre deosebire de celelalte amendamente ale Reconstrucție, al treisprezecelea amendament a fost rar citat în jurisprudență, dar a fost utilizat pentru a împiedica peonajul⁠(d) și alte discriminări pe criterii de rasă. De asemenea, amendamentul a fost utilizat pentru a oferi pârghii legale Congresului Statelor Unite prin care să lupte împotriva formelor moderne de sclavie precum traficul de ființe umane în scopul exploatării sexuale⁠(d).
Din 1776, Uniunea s-a împărțit în state libere și state sclavagiste. Sclavia a fost implicit recunoscută în Constituția originală, în prevederi precum Articolul I, Secțiunea 2, Clauza 3, cunoscută sub denumirea de Compromisul celor trei cincimi⁠(d) (i.e. 3/5 din populația înrobită a fiecărui stat trebuia adăugată la populația sa liberă în vederea repartizării⁠(d) locurilor în Camera Reprezentanților, a numărului de voturi electorale și a impozitelor directe⁠(d) între state). Articolul IV, Secțiunea 2, prevedea că sclavii deținuți sub legile unui stat, care au evadat într-un alt stat, nu devin liberi, ci rămân sclavi.
Deși trei milioane de sclavi confederați au fost eliberați în cele din urmă după Proclamația de emancipare a lui Lincoln, statutul lor după război era incert. Pentru a se asigura că abolirea nu poate fi contestată legală, a fost inițiată o modificare a Constituției în acest sens. La 8 aprilie 1864, Senatul a adoptat un amendament pentru abolirea sclaviei. După un vot nereușit și numeroase manevre legislative din partea administrației Lincoln, Camera s-a conformat la 31 ianuarie 1865. Măsura a fost ratificată urgent de aproape toate statele nordice, împreună cu un număr suficient de state de graniță (i.e. state sclavagiste care nu fac parte din Confederație) până la asasinarea președintelui Lincoln. Cu toate acestea, aprobarea a venit prin intermediul succesorului său, președintele Andrew Johnson, care a încurajat statele „reconstruite” din sud - Alabama, Carolina de Nord și Georgia - să cadă de acord, iar astfel a fost atins numărul necesar de state și amendamentul a fost adoptat înainte de sfârșitul anului 1865.
Deși acesta a abolit sclavia în Statele Unite, unii americani de culoare, în special în sudul țării, au fost supuși altor forme de muncă involuntară (de exemplu, sub legile din Codurile Negre⁠(d)).

## Text
| “ | Secțiunea 1 Nici sclavia și nici servitutea involuntară, cu excepția cazului în care aceasta este o pedeapsă pentru o infracțiune pentru care o persoană a fost condamnată în urma unui proces echitabil, nu vor exista în Statele Unite sau în vreun alt loc aflat sub jurisdicția sa. Secțiunea 2 Congresul va avea puterea de a implementa acest articol printr-o legislație corespunzătoare. | ” |

## Sclavia în Statele Unite ale Americii
Sclavia a existat în Statele Unite ale Americii încă de la înființarea sa în 1776 și era legală în Statele Unite în acea perioadă. A fost înființată prin colonizarea europeană în toate cele treisprezece colonii americane originale ale Americii Britanice⁠(d). Înainte de al treisprezecelea amendament, Constituția Statelor Unite nu folosea în mod explicit termenii sclav sau sclavie, dar includea mai multe prevederi despre persoanele lipsite de libertate. Compromisul celor trei cincimi, Articolul I, Secțiunea 2, Clauza 3 din Constituție a alocat reprezentarea congresională în funcție de „numărul total de persoane libere” și „3/5 din toate celelalte persoane”. Această prevedere era un compromis între politicienii din sud, care își doreau ca afro-americanii înrobiți să fie considerați „persoane” pentru reprezentarea congresională, și politicienii din nord, care respingeau această propunere, fiind îngrijorați de posibilitatea concentrării puterii în sudul țării, deoarece reprezentarea în noul Congres ar fi fost în funcție de numărul populației și nu în baza principiului un-singur-vot-pentru-un-singur-stat ca în Congresul continental anterior. În conformitate cu Clauza Sclavului fugar⁠(d), Articolul IV, Secțiunea 2, Clauza 3, „nicio persoană ținută în servitute în vreun stat” nu și-a pierde statutul de sclav dacă ar evada în alt stat. Articolul I, Secțiunea 9, Clauza 1 a permis Congresului să adopte o legislație care interzice „importul de persoane”, care  va fi adoptată abia în 1808. Cu toate acestea, conform celui de-al V-lea amendament⁠(d), care prevede că „nicio persoană... nu va fi privată de viață, libertate sau proprietate fără un proces echitabil”, sclavii erau considerați proprietate. Deși aboliționiștii au folosit al cincilea amendament pentru a-și susține poziția antisclavagistă, în baza acestuia s-a stabilit tratarea sclavilor ca proprietate în cazul Dred Scott v. Sandford (1857).
Influențate de filosofia Declarației de Independență, toate statele nordice au stipulat abolirea imediată sau treptată a sclaviei între 1777 și 1804. Majoritatea sclavilor emancipați printr-o astfel de legislație erau slujitori casnici. Niciun stat sudic nu a făcut acest lucru, iar populația înrobită din această parte a țării continuat să crească, numărul lor atingând aproape patru milioane în 1861. O mișcare aboliționistă⁠(d) influentă în statele nordice, în fruntea căreia erau personalități precum William Lloyd Garrison⁠(d), a început să ceară abolirea sclaviei la nivel național. American Colonization Society⁠(d), o alianță între aboliționiștii care considerau că rasele ar trebui segregate și proprietarii de sclavi speriați de posibilitatea revoltării sclavilor recent dezrobiți, cereau trimiterea tuturor sclavilor în Africa. Opiniile grupului au fost susținute de politicieni precum Henry Clay, care se temea că mișcarea aboliționistă americană va provoca un război civil. Propunerile de abolire a sclaviei prin modificarea constituțională au fost introduse de reprezentantul Arthur Livermore⁠(d) în 1818 și de John Quincy Adams în 1839, însă nu au reușit să obțină sprijin semnificativ.